# 北米トヨタ自動車セクハラ訴訟事件
北米トヨタ自動車セクハラ訴訟事件（ほくべいトヨタじどうしゃセクハラそしょうじけん）は、2006年（平成18年）、北米トヨタ自動車で社長アシスタントを務めていた日本人女性（42歳）が、前年に同社社長（当時）大高英昭（65歳）からセクシャルハラスメント（セクハラ）を受けたとして、同社や同社長などを相手取って総額1億9,000万ドルの損害賠償請求訴訟を提起した事件である。

## 概要
北米トヨタ自動車で社長秘書を務めていた日本人女性（当時42歳）が2006年5月1日、同社長と北米トヨタ自動車、及び日本のトヨタ自動車を相手取り、自らの経歴の毀損に対する補償4,000万ドルと、懲罰的損害賠償1億5,000万ドルの総額1億9,000万ドル（約212億円）の支払いを求める訴訟を、ニューヨーク州の裁判所で提起した。それによると、2005年秋、同社の社長兼CEO（当時）大高英昭が、出張先のホテルの部屋や公園で体を触られるなどのセクハラを行ったという。
同社長は訴訟を受けて、「裁判では全面的に嫌疑を晴らせると期待しているが、社長にとどまることは結果的に会社の利益にならないと判断した」としてまもなく辞任し、同6月下旬に予定されていた別の子会社のダイハツ工業と関東自動車工業の監査役への就任も取り消しとなった。その後、大高はパソナの副会長に就任した。
2006年8月4日にトヨタ側と女性とが和解して終了した。